# NGC 2292
NGC 2292 في الفهرس العام الجديد، هو اصطدام مجري، يقع في كوكبة الكلب الأكبر. اكتشف في 20 يناير 1835 بواسطة جون هيرشل.

## روابط خارجية
- NGC 2292 على موقع ويكي سكاي: DSS2, SDSS, GALEX, IRAS, Hydrogen α, X-Ray, Astrophoto, Sky Map, Articles and images